# Thomas Gustafsson (författare)
Thomas Gustafsson, född 20 mars 1961 i Kalmar, är en svensk författare och journalist. Han har skrivit flera fackböcker om Spanien, Kuba och Latinamerika. Sedan början av 1980-talet har han arbetat som journalist och har under en stor del av sin yrkesbana varit utrikeskorrespondent.

## Biografi
Thomas Gustafsson har tillbringat en stor del av sitt liv utomlands. Huvudsakligen har han varit bosatt i Madrid men han har även bott periodvis i Barcelona, södra Karibien, Mexiko, Buenos Aires, Havanna och Panama. Han har studerat vid Stockholms universitet där han har en magisterexamen i statsvetenskap, historia, litteraturvetenskap och latinamerikanska samhällsförhållanden som kompletterats med ytterligare två års studier i journalistik. Sin svenska utbildning har han fördjupat i Madrid, Mexiko och Buenos Aires med studier i iberoamerikansk historia, kultur, politik och spanska.

## Karriär
Thomas Gustafsson har skrivit och rapporterat om Spaniens utveckling sedan demokratiseringen. Han har skrivit många fackböcker inom olika ämnesområden om Spanien och har som korrespondent på plats i Madrid följt och rapporterat från alla parlamentsval i Spanien under perioden 1993 till 2019. Hans facklitterära verk om Spaniens historia har hittills getts ut i tre utgåvor.
Thomas Gustafsson har följt utvecklingen i Kuba sedan 1980-talets slut och gjorde en av de sista intervjuerna med Fidel Castro. I slutet av november 2016 följde han högtidlighållandet runt Fidel Castros begravning och i mars 2016 var han i Havanna när USA:s president Barack Obama kom på besök. Hans fackbok om Kuba har hittills getts ut i fem svenska utgåvor och en spansk utgåva.
Ända sedan han började rapportera om Kuba har Thomas Gustafsson arbetat med att utforska och dokumentera historien om den svenska kolonin Bayate som fanns i Kuba i början av 1900-talet. Genom forskning i svenska arkiv, flera besök i den gamla svenskbygden i östra Kuba och kontakt med anhöriga till Kubasvenskarna som han lyckades spåra upp kunde han gräva fram historien om Bayate. I början av 2018 hade Gustafsson tillräckligt med källmaterial och fotografier för att kunna skriva en bok: "Bayate: Den svenska kolonin i Kuba" (2018).  
Utöver Spanien och Kuba har Gustafsson också rapporterat från Latinamerika och Karibien där han varit bosatt i omgångar. Sedan mitten av 1980-talet har han gjort flera resor i regionen. Under 1980-talet rapporterade han bland annat från Argentina och Chile och om inbördeskrigen i Nicaragua. Under 1990-talet rapporterade han om Zapatistupproret i Mexiko och under 2000-talet från inbördeskriget i Colombia. Under senare år har han följt den demokratiska och ekonomiska utvecklingen i regionen.  
Vid inledningen av sin karriär arbetade han under en tid som fotograf, en erfarenhet han utnyttjat bland annat genom att själv ta alla bilder som finns i hans böcker och svara för bildmaterialet till många av sina utrikesreportage från olika delar av världen. Vid flera tillfällen har han rapporterat från krigsområden, bland annat Irak och Bosnien.
Thomas Gustafsson har varit anställd på Östra Småland, Kalmar läns tidning, Expressen, Svenska Dagbladet och Aftonbladet, den sistnämnda från år 2001 till 2009. Han har arbetat som redaktör för Stina Dabrowskis aktualitetsprogram för TV. Åren 1994–2001 var han korrespondent i Madrid för nyhetsbyrån FLT, Förenade Landsortstidningar, samt utrikesmedarbetare för Sveriges Radio och Aftonbladet. Åren 2009–2017 var han Spanienmedarbetare för Sydsvenskan/HD. 
Sedan 2016 arbetar Gustafsson som författare, frilansjournalist och föreläsare för sitt eget medieföretag Thomas Gustafsson Media. Han är medlem av Svenska Journalistförbundet sedan 1985, Publicistklubben sedan 1991 och Sveriges Författarförbund sedan 1998.

## Medverkan i antologier och andra böcker
- 2001 - Goda Nyheter: En antologi med bra svensk journalistik
- 2002 - Att bo i Europa
- 2003 - Oförtrutet
- 2013 - Bokbyggare
- 2019 - Var i all världen
- 2021 - Balladen från norr
- 2023 – Boken om boken
- 2024 – Everyday Life in the Tropics: Contemporary Archaeology and the Swedish Immigrant Colony in Bayate, Cuba. Journal of Contemporary Archaeology (Tillsammans med Håkan Karlsson)
- 2024 – Los suecos en Bayate, Cuba: un proyecto de arqueología contemporánea en desarrollo. Cuba Arqueológica (Tillsammans med Håkan Karlsson)

## Priser och utmärkelser
- 2004: Svenska Carnegieinstitutets journalistpriset
- 2011: Olle Engkvist-priset
- 2012: Svenska Byggnadsarbetareförbundets Kulturstipendium
- 2024: Vinnare i Årets bästa svenska måltidslitteratur i sin kategori, för boken "Spaniens sju kök".